# Poggiridenti
Poggiridenti (Pendulasch in dialetto valtellinese) è un comune italiano di 1 812 abitanti della provincia di Sondrio in Lombardia. È il comune meno esteso dell'intera provincia ed è situato tra le alpi Retiche e la sponda destra del fiume Adda.

## Geografia fisica

### Clima
Grazie alle brezze provenienti dal lago di Como, alla copertura dei venti freddi per merito delle Alpi a nord, alla totale esposizione a sud e ad altri fattori, il clima di Poggiridenti è molto mite.
Questa zona è infatti la meno fredda di tutta la Valtellina anche in inverno, caratteristica peraltro comune nella costa retica valtellinese. Anche la sottozona vitivinicola Inferno deve il suo nome alle temperature che raggiungono gli anfratti rocciosi dei terrazzamenti a secco durante l'esposizione solare, soprattutto estiva. È dunque presente un microclima particolare, che porta a tratti paesaggistici tipici di un clima steppico mediterraneo fusi con quelli alpini delle montagne circostanti.
Il periodo più caldo va da luglio a ferragosto, quello più freddo corrisponde al mese di gennaio; l'autunno e inizio primavera sono caratterizzati da notevoli sbalzi di temperatura giornalieri. Le piogge sono scarse, da 579/760 mm annui. La stagione un po' più piovosa è la primavera ma anche l'autunno (in generale le mezze stagioni) ma le piogge sono ben distribuite durante l'anno, quella più secca è l'inverno e estate anche se possono capitare rovesci temporaleschi ma non troppo intensi, in inverno possono esserci nevicate anche se questo fenomeno si è limitato durante il corso degli anni, una volta nevicava di più perché la temperatura era più costante, mentre ora vi sono parecchi sbalzi termici dalla notte al giorno in inverno.
Si ha rispetto a una volta una sensazione di umidità maggiore, cosa che di certo non favorisce le nevicate a bassa quota, in poche parole al contrario di come dicono tutti affermando che non nevica perché più caldo, non nevica perché è freddo e umido.
La zona è favorevole alla coltivazione della vite e dell'ulivo. I terrazzamenti retici ospitano i vigneti della sottozona denominata Inferno nell'ambito della zona di produzione del vino Valtellina Superiore. Questi terrazzamenti, grazie ad un fascino paesaggistico tutto particolare, sono stati candidati per entrare nei patrimonio mondiale dell'umanità.

## Storia
I primi insediamenti documentati da reperti in quest'area risalgono all'epoca romana. In epoca preistorica il territorio era probabilmente abitato da popolazioni liguri ed altre etrusche o di stirpe etrusca, ma anche da tirreni, vennoneti che erano unici e abitavano solo nella valle, probabilmente camuni ed orobi.
Le prime notizie certe risalgono al XII secolo: a quel tempo la zona, denominata Pendolasco, era una corte del comune di Tresivio. Dal toponimo deriva anche il nome della famiglia Da Pendolasco, che assunse la qualifica di nobile durante il XVI secolo.
Pendolasco seguí poi l'affascinante percorso storico della Valtellina, fatto da dominazioni, tra queste vi furono: un brevissimo periodo francese e i Grigioni che esercitavano una dominazione politica e religiosa vista molto male dai valtellinesi e non voluta.
Nel periodo grigionese vi furono in valle gli spagnoli contro le tre leghe grigie, i veneziani con la serenissima che invece sostenevano gli svizzeri, la Valtellina era tagliata a metà tra la spagna e la serenissima con schiavi che venivano dal medio oriente e dal caucaso attraverso essa per ripopolare quei paesi, molti all'epoca, colpiti da carestie e peste e per aiutare a coltivare le terre estreme della valle, per conto degli elvetici, che ne traevano vantaggio. Il paese che ha meglio conservato fino ad oggi gli abiti dai colori e dalle sembianze molto orientaleggianti, anche se taluni affermano che siano solo leggende, è l'abitato di Grosio.
Secondo documenti firmati dal vescovo Ninguarda, nel 1589 si contano a Pendolasco circa 600 abitanti. Almeno fino alla fine del '600 la zona fu colpita da pestilenze e carestie. Il primo aumento demografico ed il miglioramento delle condizioni economiche si attestano al 1706.
Durante l'epoca napoleonica il territorio fece parte della Repubblica Cisalpina e, dopo il congresso di Vienna, del Regno Lombardo-Veneto, come tutta la provincia di Sondrio.
Nel 1816 la pieve di Pendolasco si separò da Montagna, diventando Comune autonomo. Nel 1861, a seguito della seconda guerra di indipendenza, entrò a far parte del Regno d'Italia.
Da allora fino al 1946 si è assistito ad un'emigrazione massiccia, poiché l'agricoltura locale era compromessa da varie malattie (crittogama, peronospora e fillossera).
Il Comune prese il nome di Poggiridenti il 10 ottobre 1929.

### Simboli
Lo stemma e il gonfalone sono stati concessi con decreto del presidente della Repubblica del 18 marzo 1985.
Il gonfalone è un drappo di bianco.

## Società

### Evoluzione demografica
Abitanti censiti

## Amministrazione
L'amministrazione comunale è costituita da una lista civica guidata dal sindaco Giovanni Piasini.